# 多度津郵便局
多度津郵便局（たどつゆうびんきょく）は、香川県仲多度郡多度津町にある郵便局。民営化前の分類では集配普通郵便局であった（現在は集配機能を廃止）。

## 概要
住所：〒764-0004 香川県仲多度郡多度津町仲ノ町8番5号
民営化直前の集配業務再編において、多くの集配普通郵便局は統括センターとなったが、当局は配達センターとされたため、民営化後も郵便事業株式会社の支店は併設されず、集配センターが併設された。
かつては集配郵便局であったが、2016年（平成28年）に集配業務を丸亀郵便局へ移管し無集配郵便局となった。

## 沿革
- 1872年8月4日（明治5年7月1日） - 多度津郵便取扱所として開設[1]。
- 1875年（明治8年）1月1日 - 多度津郵便局（五等）となる。
- 1881年（明治14年） - 為替・貯金取扱を開始。
- 1885年（明治18年） - 電信取扱を開始。
- 1889年（明治22年）4月16日 - 多度津郵便電信局となる。
- 1903年（明治36年）4月1日 - 通信官署官制の施行に伴い多度津郵便局となる。
- 1956年（昭和31年）10月1日 - 電話通話および和文電報受付事務の取扱を開始[2]。
- 1962年（昭和37年）4月1日 - 四箇簡易郵便局の廃止に伴い、取扱事務を承継。
- 1990年（平成2年）3月31日 - 佐柳郵便局の廃止に伴い、取扱事務を承継。
- 1999年（平成11年） - 外国通貨の両替および旅行小切手の売買に関する業務取扱を開始。
- 2007年（平成19年）10月1日 - 民営化に伴い、併設された郵便事業丸亀支店多度津集配センターに一部業務を移管。
- 2012年（平成24年）10月1日 - 日本郵便株式会社発足に伴い、郵便事業丸亀支店多度津集配センターを多度津郵便局に統合。
- 2016年（平成28年）2月22日 - 集配業務および保険の渉外業務を丸亀郵便局に、貯金の渉外業務をゆうちょ銀行丸亀店に、それぞれ移管し、無集配局となる。郵便番号を〒764-8799から〒764-0004に変更。

## 取扱内容
- 郵便、印紙、ゆうパック、内容証明
- 貯金、為替、振替、振込、国際送金、国債、投資信託
- 生命保険、バイク自賠責保険、自動車保険
- ゆうちょ銀行ATM（管轄はゆうちょ銀行松山支店）

## 周辺
- 多度津町役場
- 香川県立多度津高等学校
- 多度津町立多度津小学校
- 多度津港
- 四国旅客鉄道多度津工場
- 少林寺拳法総本山
- 香川県道25号善通寺多度津線
- 香川県道214号多度津停車場道隆寺線
- 桜川

## アクセス
- JR予讃線・土讃線 多度津駅から西へ約500m（徒歩約9分）
- 高松自動車道 善通寺ICから北西へ約6km
- 駐車場あり：13台